# ستيوارت راندال
ستيوارت راندال (بالإنجليزية: Stuart Randall) هو ممثل أمريكي، ولد في 24 يوليو 1909 في برازيل في الولايات المتحدة، وتوفي في 22 يونيو 1988 في سان بيرناردينو في الولايات المتحدة بسبب مرض.

## وصلات خارجية
- ستيوارت راندال على موقع IMDb (الإنجليزية)
- ستيوارت راندال على موقع أول موفي (الإنجليزية)
- ستيوارت راندال على موقع قاعدة بيانات الفيلم (الإنجليزية)